# Stephen Prouty
Stephen Prouty (auch: Steve Prouty; * 20. Jahrhundert) ist ein US-amerikanischer Visagist.

## Karriere
Prouty wuchs in Atlanta auf und wollte eigentlich Schauspieler werden. Während er Schauspielunterricht nahm, lernte er ein bisschen über das Schminken, ein Thema, das ihn faszinierte. Mit Hilfe von zwei Büchern und viel Üben lernte er dazu und konnte Bob Shelley als Mentor gewinnen. In den 1990er-Jahren zog er nach Los Angeles, wo er Jake Garber, Mike Burnett und Colin Penman traf, die seine Lehrmeister wurden.
Prouty fing 1986 in dem Film Truth or Dare?: A Critical Madness als Visagist an.
Er wurde mehrfach für den Emmy nominiert und 2014 mit den Oscar für die Beste Leistung in Make-up und Haarstyling für den Film Jackass: Bad Grandpa ausgezeichnet.

## Filmografie (Auswahl)
- 1991: Meister des Grauens (The Pit and the Pendulum)
- 1993: Der Mann ohne Gesicht (The Man Without a Face)
- 1993: Mrs. Doubtfire – Das stachelige Kindermädchen (Mrs. Doubtfire)
- 2000: Der Grinch (How the Grinch Stole Christmas)
- 2002: Men in Black II
- 2003: Die Geistervilla (The Haunted Mansion)
- 2006: Pirates of the Caribbean – Fluch der Karibik 2 (Pirates of the Caribbean: Dead Man’s Chest)
- 2007: Pirates of the Caribbean – Am Ende der Welt (Pirates of the Caribbean: At World’s End)
- 2012: Men in Black 3
- 2013: Jackass: Bad Grandpa (Jackass Presents: Bad Grandpa)